# Liste der Bodendenkmäler in Rehling
Auf dieser Seite sind die Bodendenkmäler in der schwäbischen Gemeinde Rehling zusammengestellt. Diese Tabelle ist eine Teilliste der Liste der Bodendenkmäler in Bayern. Grundlage ist die Bayerische Denkmalliste, die auf Basis des Bayerischen Denkmalschutzgesetzes vom 1. Oktober 1973 erstmals erstellt wurde und seither durch das Bayerische Landesamt für Denkmalpflege geführt wird. Die folgenden Angaben ersetzen nicht die rechtsverbindliche Auskunft der Denkmalschutzbehörde.

## Bodendenkmäler der Gemeinde Rehling

### Bodendenkmäler in der Gemarkung Rehling
| Lage                                       | Objekt | Akten-Nr.     | Bild           |
| ------------------------------------------ | --- | ------------- | -------------- |
| Rehling (Standort)                         | Grabhügel der Bronzezeit. Siehe auch: Hügelgrab, Bronzezeit                                                                  | D-7-7431-0019 |                |
| Rehling (Standort)                         | Straßentrasse vor- und frühgeschichtlicher Zeitstellung.                                                                     | D-7-7431-0020 |                |
| Rehling (Standort)                         | Siedlung der Hallstattzeit und der römischen Kaiserzeit. Siehe auch: Hallstattzeit, Römische Kaiserzeit                      | D-7-7431-0023 |                |
| Rehling (Standort)                         | Grabhügel vorgeschichtlicher Zeitstellung.                                                                                   | D-7-7431-0030 |                |
| Rehling (Standort)                         | Grabhügel vorgeschichtlicher Zeitstellung.                                                                                   | D-7-7431-0047 |                |
| Rehling (Standort)                         | Straßentrasse vor- und frühgeschichtlicher Zeitstellung.                                                                     | D-7-7431-0245 |                |
| Rehling (Standort)                         | Wüstgefallener Hof des Mittelalters und der frühen Neuzeit (Gungstetten).                                                    | D-7-7431-0268 |                |
| Rehling (Standort)                         | Grabhügel vorgeschichtlicher Zeitstellung, Straßentrasse vor- und frühgeschichtlicher Zeitstellung.                          | D-7-7531-0002 |                |
| Rehling (Standort)                         | Grabhügel der Hallstattzeit, Siedlung der römischen Kaiserzeit.                                                              | D-7-7531-0004 |                |
| Rehling (Standort)                         | Straßentrasse vor- und frühgeschichtlicher Zeitstellung.                                                                     | D-7-7531-0005 |                |
| Rehling (Standort)                         | Verebnete Grabhügel der Hallstattzeit. Siehe auch: Römische Kaiserzeit                                                       | D-7-7531-0008 |                |
| Rehling (Standort)                         | Grabhügel der Hallstattzeit, Siedlung der römischen Kaiserzeit.                                                              | D-7-7531-0011 |                |
| Rehling (Standort)                         | Körpergräber des Frühmittelalters. Siehe auch: Körpergrab                                                                    | D-7-7531-0032 |                |
| Rehling (Standort)                         | Körpergräber des Frühmittelalters.                                                                                           | D-7-7531-0034 |                |
| Rehling (Standort)                         | Burgstall des Mittelalters. Siehe auch: Burgstall, Burgstall Rehling                                                         | D-7-7531-0035 |                |
| Rehling (Standort)                         | Befestigung vermutlich der Neuzeit.                                                                                          | D-7-7531-0036 |                |
| Rehling (Standort)                         | Grabenwerk vor- und frühgeschichtlicher Zeitstellung. Siehe auch: Grabenwerk                                                 | D-7-7531-0056 |                |
| Rehling (Standort)                         | Grabhügel vorgeschichtlicher Zeitstellung.                                                                                   | D-7-7531-0059 |                |
| Rehling (Standort)                         | Straßentrasse vor- und frühgeschichtlicher Zeitstellung.                                                                     | D-7-7531-0060 |                |
| Rehling (Standort)                         | Grabhügel vorgeschichtlicher Zeitstellung.                                                                                   | D-7-7531-0065 |                |
| Rehling (Standort)                         | Siedlung vorgeschichtlicher Zeitstellung und der römischen Kaiserzeit.                                                       | D-7-7531-0080 |                |
| Rehling (Standort)                         | Siedlung vorgeschichtlicher Zeitstellung.                                                                                    | D-7-7531-0181 |                |
| Rehling (Standort)                         | Siedlung der römischen Kaiserzeit.                                                                                           | D-7-7531-0183 |                |
| Rehling (Standort)                         | Siedlung vorgeschichtlicher Zeitstellung.                                                                                    | D-7-7531-0228 |                |
| Rehling (Standort)                         | Mittelalterlicher Burgstall und Vorgängerbauten des bestehenden Schlosses Scherneck. Siehe auch: Schloss Scherneck (Rehling) | D-7-7531-0252 | weitere Bilder |
| Rehling (Standort)                         | Straßentrasse vor- und frühgeschichtlicher Zeitstellung.                                                                     | D-7-7531-0260 |                |
| Rehling (Standort)                         | Siedlung der Bronzezeit. Siehe auch: Bronzezeit                                                                              | D-7-7531-0266 |                |
| Rehling (Standort)                         | Mühlenstandort des Mittelalters und der frühen Neuzeit.                                                                      | D-7-7531-0270 |                |
| Rehling (Standort)                         | Befestigung vermutlich der Neuzeit.                                                                                          | D-7-7531-0271 |                |
| Rehling Hauptstraße 3 (Standort)           | Mittelalterliche und frühneuzeitliche Befunde im Bereich der Kirche St. Vitus und St. Katharina in Rehling.                  | D-7-7531-0273 | weitere Bilder |
| Rehling Sankt-Nikolaus-Straße 1 (Standort) | Mittelalterliche und frühneuzeitliche Befunde im Bereich der Kirche St. Nikolaus in Au. Siehe auch: Au (Rehling)             | D-7-7531-0277 | weitere Bilder |
| Rehling Lechauenstraße 13 (Standort)       | Frühneuzeitliche Befunde im Bereich der Katholischen Kapelle St. Stephan. Siehe auch: Sankt Stephan (Rehling)                | D-7-7531-0280 | weitere Bilder |
| Rehling (Standort)                         | Grabhügel vorgeschichtlicher Zeitstellung.                                                                                   | D-7-7531-0290 |                |
| Rehling (Standort)                         | Siedlung der römischen Kaiserzeit.                                                                                           | D-7-7531-0298 |                |
| Rehling (Standort)                         | Wüstgefallener Hof des Mittelalters und der frühen Neuzeit (Hardhof).                                                        | D-7-7531-0301 |                |